# Adunații-Copăceni
Adunații-Copăceni è un comune della Romania di 6 555 abitanti, ubicato nel distretto di Giurgiu, nella regione storica della Muntenia.
Il comune è formato dall'unione di 4 villaggi: Adunații-Copăceni, Dărăști-Vlașca, Mogoșești, Varlaam.